# 17. říjen
17. říjen je 290. den roku podle gregoriánského kalendáře (291. v přestupném roce). Do konce roku zbývá 75 dní.

## Události

### Česko
- 1910 – Tiskařské družstvo Národně sociální strany se přejmenovalo na nakladatelství Melantrich, později nejvýznamnější polygrafický podnik ve střední Evropě.
- 1925 – Frejkovo divadlo poprvé vystoupilo pod názvem Osvobozené divadlo na zájezdě v Bratislavě.
- 1937 – Komtesa Lata Brandisová vyhrála jako první žena Velkou Pardubickou na klisně Norma.
- 1974 – V pražské Redutě proběhla premiéra hry Divadla Járy Cimrmana - Dlouhý, Široký a Krátkozraký.
- 1994 – Automobilka Škoda Auto zahájila sériovou výrobu modelové řady Škoda Felicia, která vznikla za pomoci mateřské společnosti Volkswagen Group formou výrazné modernizace dosavadního modelu Škoda Favorit.

### Svět
- 0690 – Čínská císařovna Wu Ce-tchien sesadila z trůnu svého syna Žuej-cung a stala se jako jediná žena v čínské historii císařem, přičemž název státu změnila na Čou.
- 1604 –  Astronom Johannes Kepler zpozoroval supernovu 1604 (tzv. „Keplerova hvězda“) v souhvězdí Hadonoše, poslední dosud objevenou supernovu v Mléčné dráze. Poznatky z následného bádání publikoval v díle De stella nova in pede Serpentarii.
- 1610 – korunovace Ludvíka XIII. francouzským králem v Remeši
- 1662 – Karel II. Stuart prodal Dunkerk Francii.
- 1777 – Americké kontinentální vojsko porazilo Brity v bitvě u Saratogy – bod obratu v americké válce za nezávislost.
- 1803 – Dřívější vůdce Haitské revoluce císař Jacques I. Haitský byl zavražděn.
- 1888 – Thomas Alva Edison si dal patentovat vynález optické fotografie.
- 1905 – Říjnový manifest byl vydán carem Mikulášem II.
- 1907 – Společnost Marconi započala první komerční transatlantické bezdrátové spojení.
- 1931 – Al Capone byl usvědčen z krácení daní.
- 1933 – Albert Einstein utekl z nacistického Německa do Spojených států.
- 1961 – Alžířané protestující v Paříži byli zmasakrování policií během procesu s nacistickým kolaborantem Maurice Paponem.
- 1966 – Botswana a Lesotho se staly členy OSN.
- 1977 – Německý podzim: Unesený letoun Lufthansy Let Lufthansa 181 po čtyřech dnech přistál v somálském Mogadišu.
- 1979 – Matka Tereza dostala Nobelovu cenu míru.
- 2017 – Syrské demokratické síly zlomily veškerý odpor příslušníků Islámského státu v syrském městě Rakka.

## Narození

### Česko

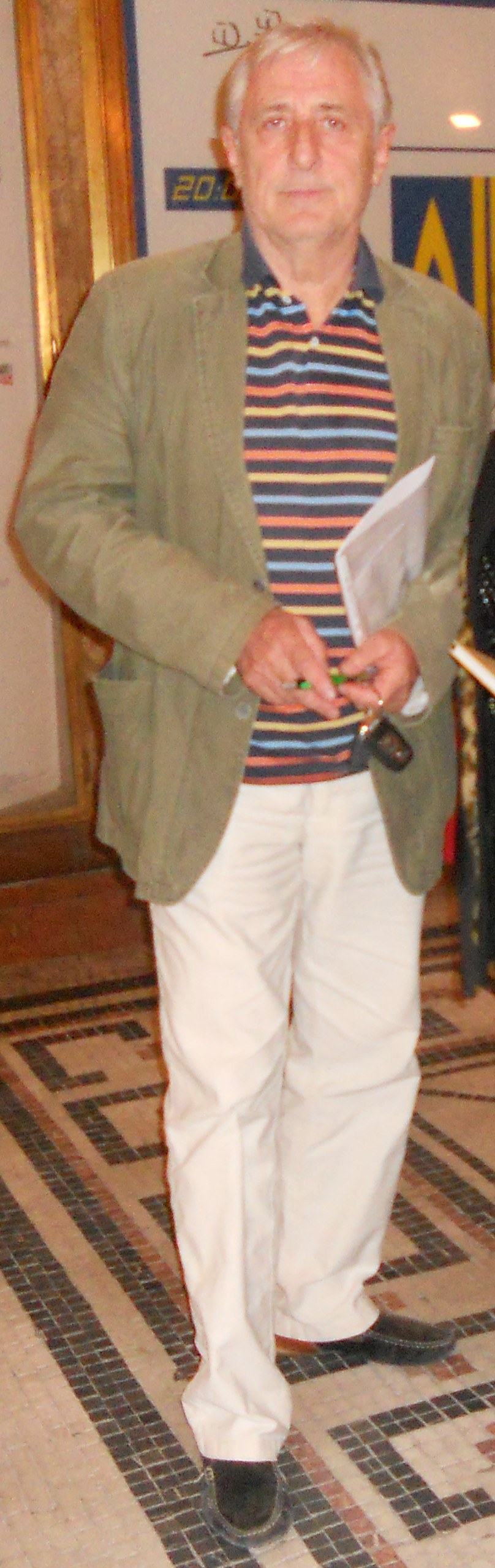
Karel Heřmánek (* 1947)

- 1714 – Josef Petrasch, učenec a básník († 15. května 1772)
- 1825 – Jan Janata, český reformovaný kazatel († 11. září 1905)
- 1835 – Josef Starck, plzeňský právník a politik († 21. února 1914)
- 1837 – Hynek Jaroslav Mejsnar, klasický filolog, překladatel z řečtiny, básník († 29. dubna 1895)
- 1839 – Ida Marie z Lichtenštejna, knížecí princezna († 4. srpna 1921)
- 1841 – Bohuslav Jiruš, český šlechtic, lékař a botanik († 16. listopadu 1901)
- 1850 – Viktor Palkovich, československý politik († 1930)
- 1851 – Václav František Rudolf, spisovatel, malíř, fotograf a divadelník († 4. ledna 1937)
- 1852 – Emanuel Dyk, český politik († 20. dubna 1907)
- 1854 – Alois Daut, architekt († 26. června 1917)
- 1861 – Teodor Wallo, československý politik († 18. října 1932)
- 1862 – Emil Czech, akademický malíř († 7. července 1929)
- 1865 – Josef Vajs, český teolog († 2. listopadu 1959)
- 1872 – Leonhard Kaiser, československý politik německé národnosti († ?)
- 1882 – František Hrdina, český houslista, kapelník a skladatel († 20. května 1963)
- 1885
  - Slavoboj Tusar, grafik, typograf, knižní grafik, ilustrátor († 5. října 1950)
  - Josef Mareš, poslanec a starosta Znojma († 12. dubna 1945)
- 1892 – Otakar Jeremiáš, hudební skladatel a dirigent († 5. března 1962)
- 1902
  - Václav Kůrka, spisovatel, soudce, redaktor a archivář († 27. října 1973)
  - Marie Buzková, od prosince 2008 nejstarší obyvatelka Česka († 26. června 2009)
- 1905 – Josef Vrana, biskup a apoštolský administrátor olomoucké arcidiecéze († 30. listopadu 1987)
- 1906 – Dagmar Benešová, zakladatelka české dětské patologické anatomie († 3. listopadu 1999)
- 1909 – Josef Hubáček, český letec († 9. dubna 1988)
- 1914 – Vladimír Novotný, kameraman († 14. dubna 1997)
- 1919 – Vlastimil Chalupa, československý ministr spojů
- 1920 – Rudolf Hrušínský, herec († 13. dubna 1994)
- 1922 – Radomír Luža, česko-americký historik a politik († 26. listopadu 2009)
- 1927 – Stanislav Neumann (básník), básník († 18. září 1970, sebevražda)
- 1928
  - Milena Rychnovská, ekoložka († 3. října 2024)
  - Jaroslav Frydrych, moravský akademický malíř († 13. srpna 1982)
- 1931
  - Jiří Papež, herec († 3. dubna 2004)
  - Romana Rotterová, grafička, sochařka, textilní výtvarnice a ilustrátorka († 30. srpna 2022)
- 1936 – Vladimír Šuman, herec, choreograf a politik
- 1937 – Jan Bočan, architekt († 7. prosince 2010)
- 1944
  - Jana Altmannová, herečka a loutkoherečka († 30. října 2021)
  - Magdalena Dietlová, novinářka
- 1945 – Petr Musílek, spisovatel
- 1946
  - Jan Kavan, politik a diplomat
  - Nina Vangeli, režisérka, choreografka, překladatelka
  - Ivan Dejmal, ministr životního prostředí ČR († 6. února 2008)
- 1947 – Karel Heřmánek, herec († 24. srpna 2024)
- 1953
  - Zdeněk Hojda, historik a pedagog
  - Ladislav Libý, politik a poslanec
- 1959 – Markéta Cajthamlová, architektka a pedagožka
- 1961 – Vladimír Tošovský, manažer a politik, český ministr
- 1962 – Martin Vokurka, lékař, proděkan 1. lékařské fakulty Univerzity Karlovy
- 1963 – Libor Vávra, předseda Městského soudu v Praze
- 1965 – Pavel Konzbul, římskokatolický duchovní
- 1967 – Zbyněk Honzík, herec
- 1968 – Jan Sopko, československý fotbalový obránce
- 1970 – Michal Štefka, československý fotbalový záložník
- 1971
  - Jiří Lerch, fotbalový trenér, obránce a záložník
  - Petr Škvrně, fotograf († 3. června 2003)
- 1974
  - Michal Kýček, fotbalový brankář
  - Milan Němec, divadelní herec
- 1977 – Martin Čupr, fotbalový záložník
- 1978 – Pavel David, fotbalista
- 1986 – Josef Špaček, houslista
- 1995 – Naomi Adachi, herečka, modelka a moderátorka česko-japonského původu
- 1997 – Václav Černý, fotbalista

### Svět

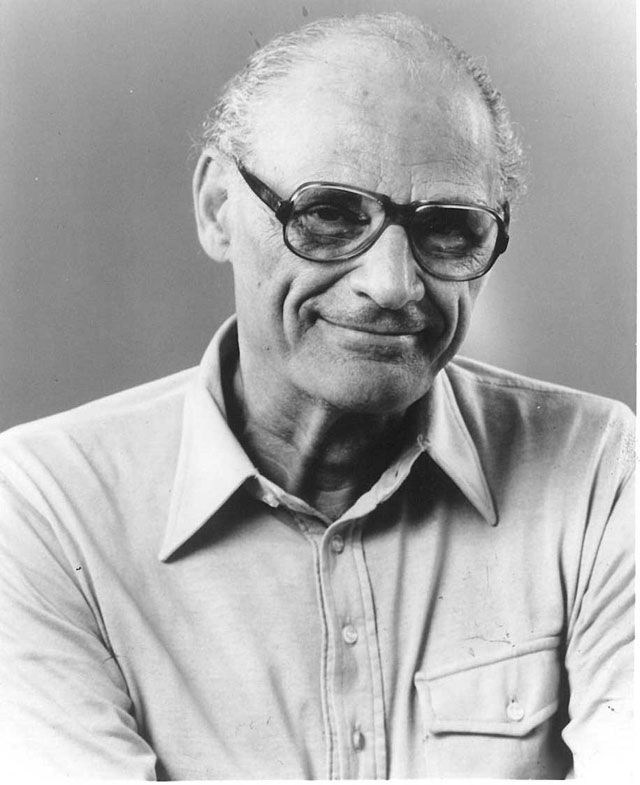
Arthur Miller (* 1915)

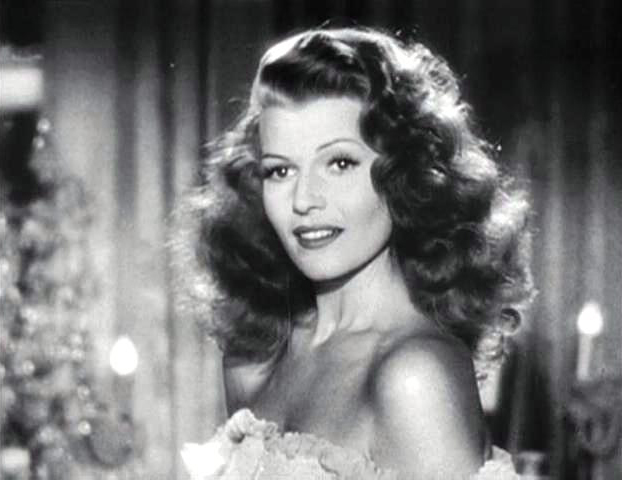
Rita Hayworth (* 1918)

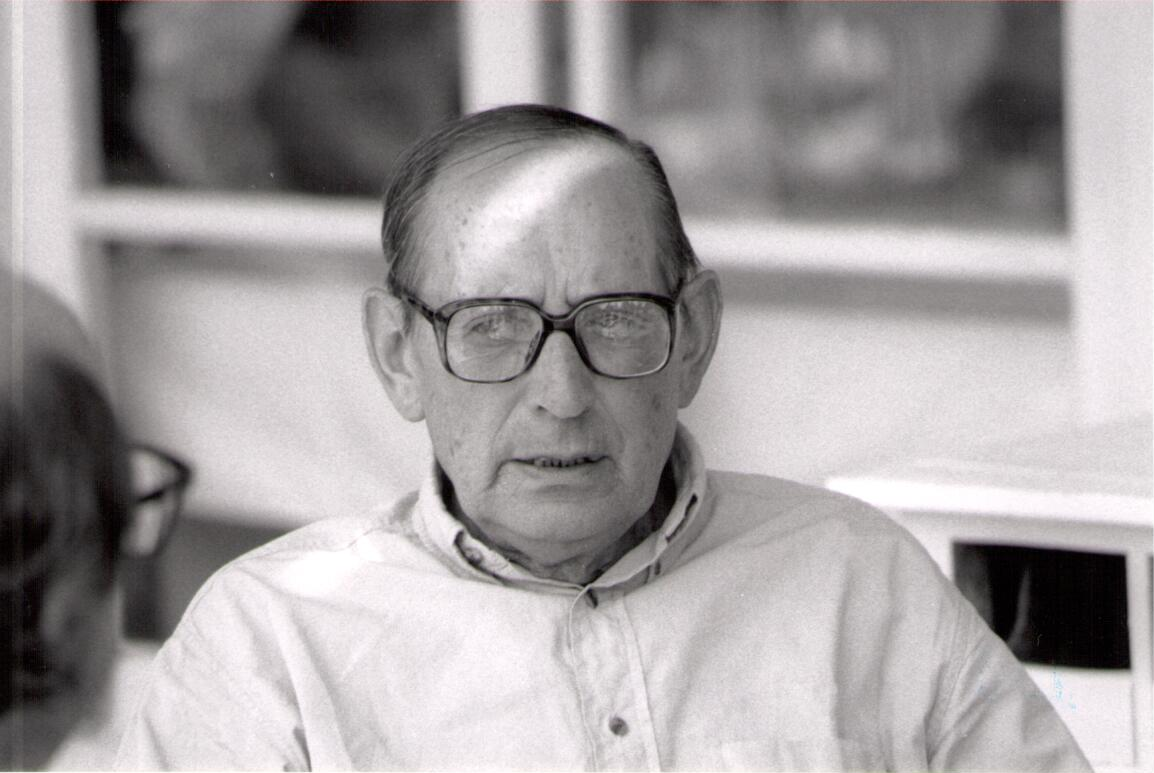
Miguel Delibes (* 1920)

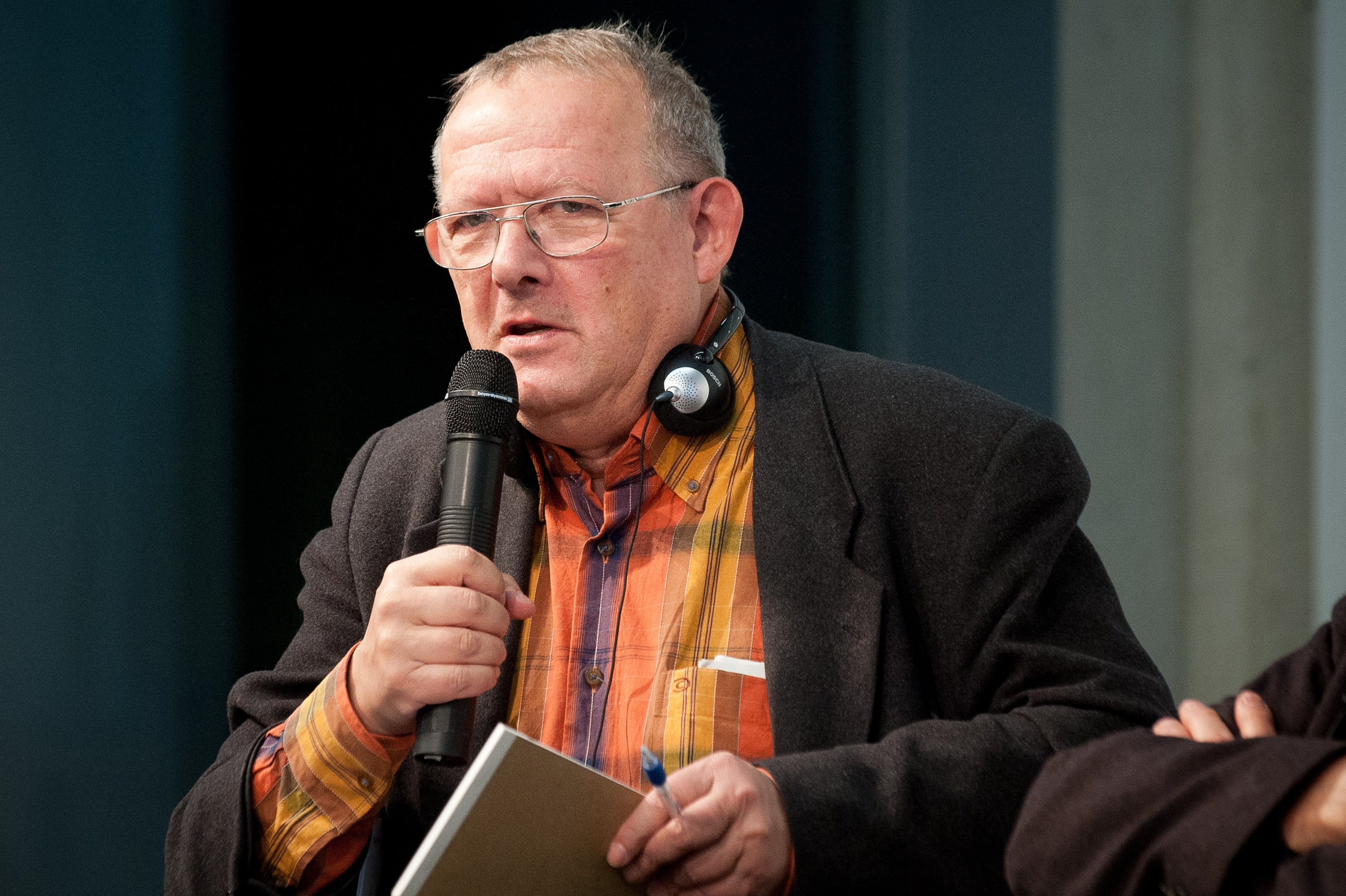
Adam Michnik (* 1946)

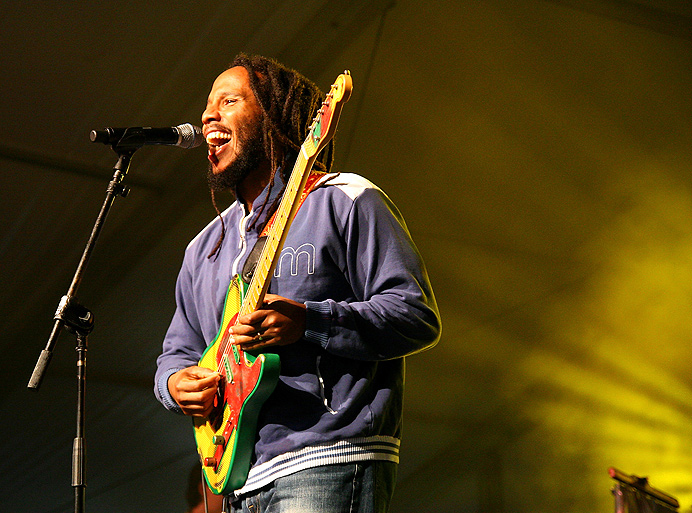
Ziggy Marley (* 1968)

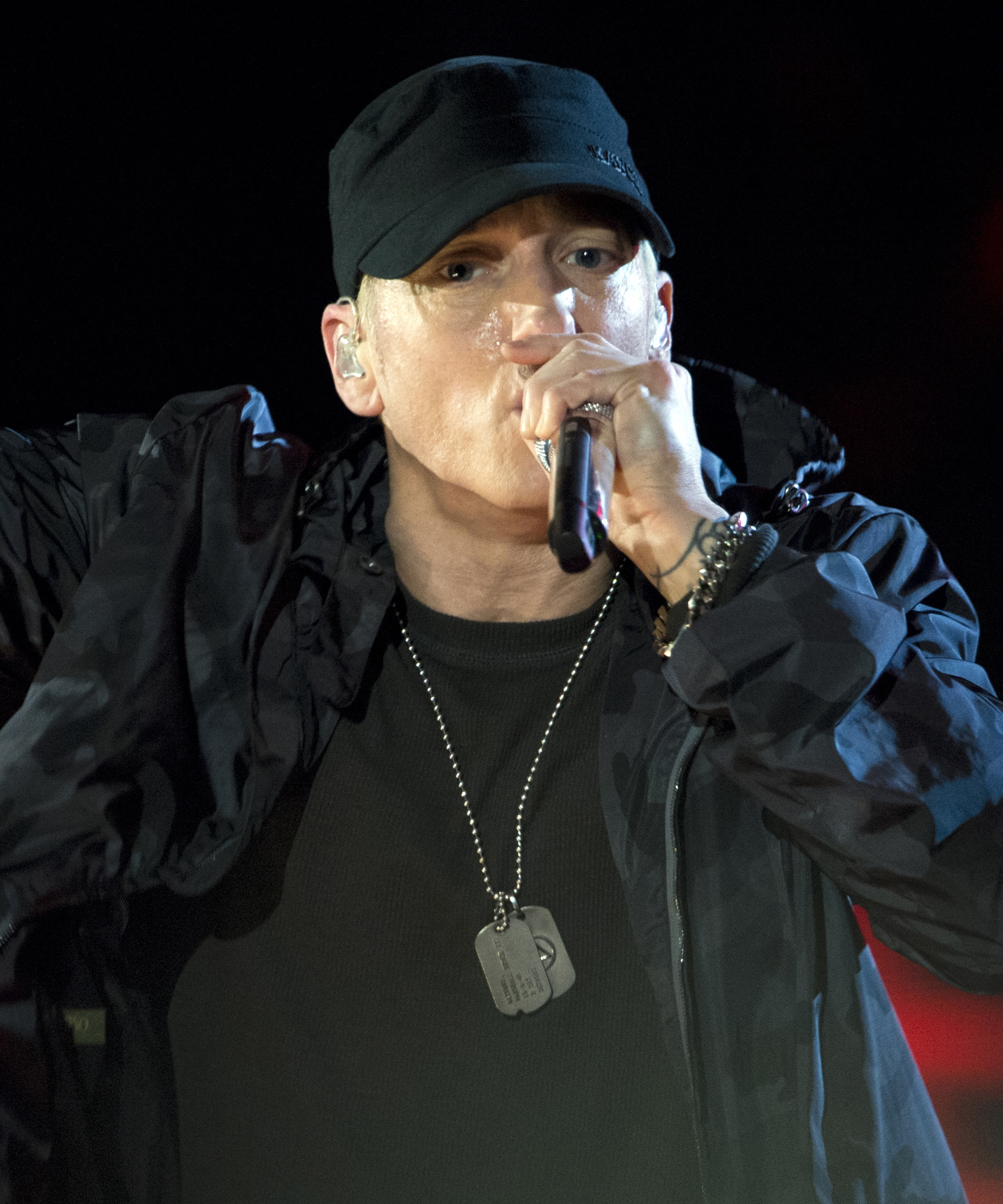
Eminem (* 1972)

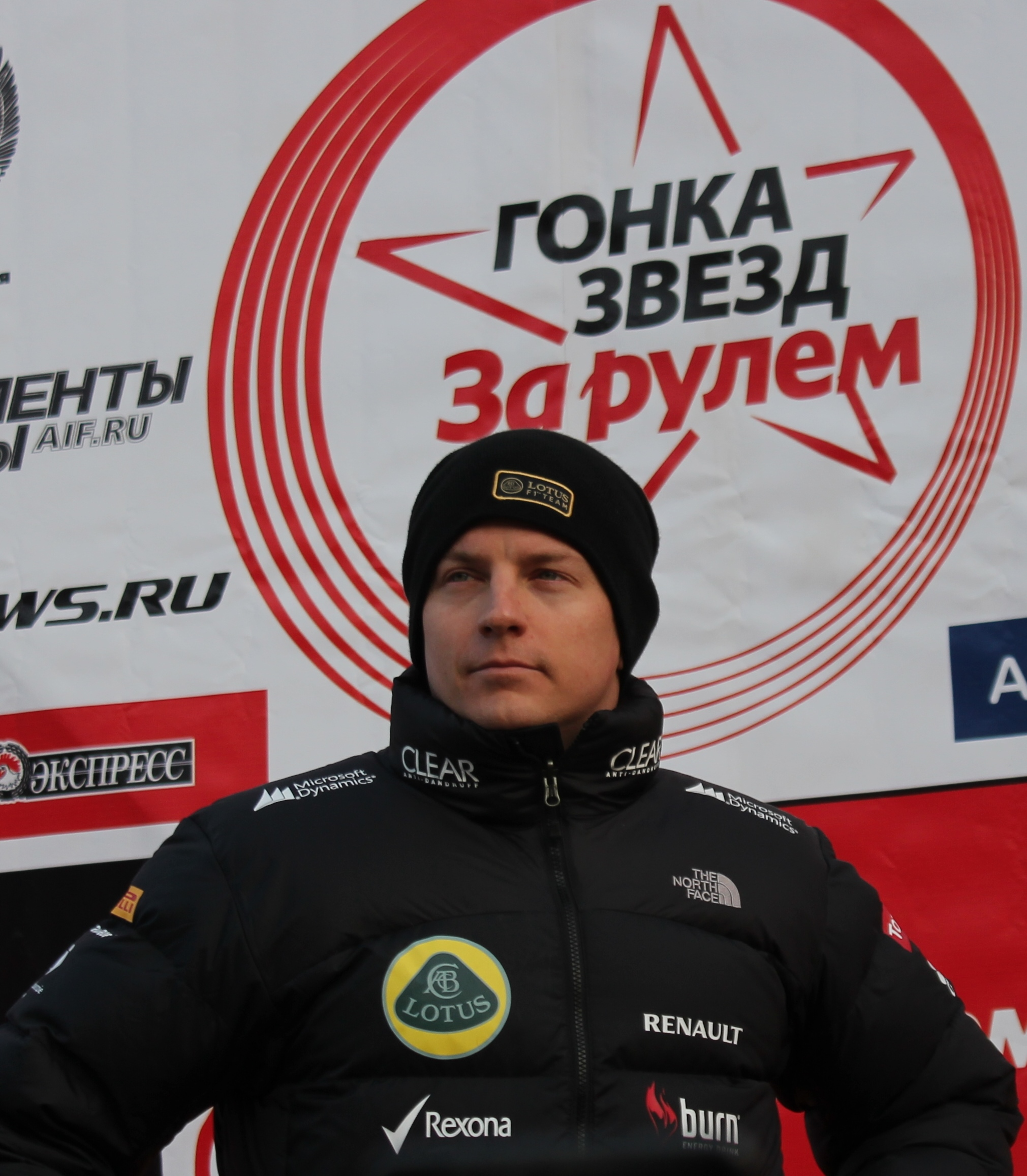
Kimi Räikkönen (* 1979)

- 1253 – Svatý Ivo Bretaňský, církevní soudce a obhájce († 19. května 1303)
- 1304 – Eleonora de Bohun, anglická šlechtična a vnučka krále Eduarda I. († 7. října 1363)
- 1488 – Uršula Braniborská, braniborská princezna († 18. září 1510)
- 1629 – Baltazar Karel Španělský, resp. Habsburský, španělský infant a princ asturský († 9. března 1646)
- 1688 – Domenico Zipoli, italský hudební skladatel a jezuitský misionář († 2. ledna 1726)
- 1696 – August III. Polský, polský král a velkokníže litevský († 5. října 1763)
- 1714 – Josef Petrasch, učenec a básník působící na Moravě († 15. května 1772)
- 1719 – Jacques Cazotte, francouzský spisovatel († 25. srpna 1792)
- 1760 – Henri de Saint-Simon, francouzský utopický socialista († 19. května 1825)
- 1765 – Henri Jacques Guillaume Clarke, francouzský generál a státník († 28. října 1818)
- 1780 – Richard Mentor Johnson, americký politik, viceprezident USA († 19. listopadu 1850)
- 1785 – Tadeusz Wolański, polský archeolog († 16. února 1865)
- 1786 – Francois-Édouard Picot, francouzský neoklasicistní malíř († 15. března 1868)
- 1792 – John Bowring, britský politik, ekonom, polyglot a překladatel († 23. listopadu 1872)
- 1793 – Isaak Noah Mannheimer, dánský a rakouský židovský reformátor, rabín a politik († 18. března 1865)
- 1803 – Ferenc Deák, významný uherský politik († 28. ledna 1876)
- 1812 – Jeremiah Gurney, americký fotograf († 21. dubna 1895)
- 1813 – Georg Büchner, německý dramatik († 19. února 1837)
- 1818 – Tassilo von Heydebrand und der Lasa, německý diplomat a šachový mistr († 27. července 1899)
- 1819 – Fridrich Vilém Meklenbursko-Střelický, meklenbursko-střelický velkovévoda († 30. května 1904)
- 1821 – Alexander Gardner, skotský a americký fotograf († 10. prosince 1882)
- 1844 – Gustave Schlumberger, francouzský historik a numismatik († 9. května 1929)
- 1850 – Siri von Essen, finská herečka († 21. dubna 1912)
- 1853 – Marie Alexandrovna Romanovová, ruská velkokněžna († 24. října 1920)
- 1856 – Julij Šokalskij, ruský oceánograf, geograf a kartograf († 26. března 1940)
- 1859 – Childe Hassam, americký impresionistický malíř († 27. srpna 1935)
- 1865 – Lucjan Żeligowski, polský generál († 9. června 1947)
- 1870 – Adelgunda Bavorská, princezna Hohenzollern († 4. ledna 1958)
- 1875 – August Abbehusen, německý architekt († 10. března 1941)
- 1888 – Paul Bernays, matematik švýcarského původu († 18. září 1977)
- 1892 – Theodor Eicke, nacistický generál († 26. února 1943)
- 1896 – Roman Petrovič Romanov, člen ruské carské rodiny († 23. října 1978)
- 1903
  - Andrej Antonovič Grečko, sovětský voják a politik († 26. dubna 1976)
  - Nathanael West, americký spisovatel a scenárista († 22. prosince 1940)
  - Peter Zaťko, slovenský ministr († 10. ledna 1978)
- 1912 – Jan Pavel I., papež († 28. září 1978)
- 1915 – Arthur Miller, americký spisovatel a dramatik († 10. února 2005)
- 1917
  - Jakov Fedotovič Pavlov, sovětský voják († 28. září 1981)
  - Mak Dizdar, bosenský básník a novinář († 14. srpna 1971)
- 1918 – Rita Hayworthová, americká tanečnice a herečka († 14. května 1987)
- 1919 – Čao C'-jang, předseda vlády Čínské lidové republiky († 17. ledna 2005)
- 1920
  - Montgomery Clift, americký herec († 23. červenec 1966)
  - Miguel Delibes, španělský spisovatel († 12. března 2010)
- 1921 – George Mackay Brown, skotský básník, prozaik a dramatik († 13. dubna 1996)
- 1923
  - Henryk Roman Gulbinowicz, polský kardinál a arcibiskup vratislavský
  - Sonja Bullaty, americká fotografka českého původu († 5. října 2000)
- 1925 – Ihab Hassan, egyptsko-americký literární teoretik a spisovatel († 10. září 2015)
- 1926 – Karl Henize, americký astronaut († 5. října 1993)
- 1927
  - Friedrich Hirzebruch, německý matematik († 27. května 2012)
  - Paul Pimsleur, americký lingvista († 22. června 1976)
- 1931
  - José Alencar, brazilský podnikatel a politik
  - Anatolij Pristavkin, ruský spisovatel († 11. července 2008)
- 1932 – Paul Edward Anderson, americký vzpěrač, olympijský vítěz († 15. srpna 1994)
- 1933
  - William Alison Anders, americký astronaut z letu Apolla 8
  - Ján Starší, československý hokejový reprezentant a slovenský trenér († 13. dubna 2019)
- 1938 – Ann Haydonová-Jonesová, britská tenistka
- 1940 – Stephen Kovacevich, americký pianista a dirigent
- 1944 – Johnny Haynes, anglický fotbalista († 18. října 2005)
- 1945 – Graça Machelová, první dáma Jihoafrické republiky
- 1946
  - Milan Dekleva, slovinský spisovatel, skladatel a hudebník
  - Adam Michnik, polský historik, esejista, publicista
  - Bob Seagren, americký atlet, olympijský vítěz ve skoku o tyči
  - Wolfgang Welsch, německý filosof
- 1947 – Michael McKean, americký herec, spisovatel, skladatel a hudebník
- 1948 – Robert Jordan, americký spisovatel († 16. září 2007)
- 1950
  - Philippe Barbarin, francouzský kardinál
  - Erich Kühnhackl, německý hokejista
- 1951 – Annie Borckinková, nizozemská rychlobruslařka, olympijská vítězka
- 1956 – Mae Jemisonová, americká astronautka
- 1957 – Pino Palladino, britský baskytarista
- 1958 – Howard Alden, americký jazzový kytarista
- 1963 – Sergio Goycochea, argentinský fotbalový brankář
- 1967 – Nathalie Tauziatová, francouzská tenistka
- 1968 – Ziggy Marley, jamajský hudebník
- 1972
  - Wyclef Jean, haitsko-americký raper, hudebník, herec a producent
  - Eminem, americký rapper, hudební producent, herec a podnikatel
- 1974 – Ján Krošlák, slovenský tenista
- 1975 – Samuel Slovák, slovenský fotbalista
- 1977 – André Villas-Boas, portugalský fotbalový trenér
- 1979
  - Kimi Räikkönen, finský pilot Formule 1
  - Martin Mesík, slovenský skokan na lyžích
- 1980 – Jekatěrina Gamovová, ruská volejbalistka
- 2000 – Keita Dohi, japonský sportovní lezec

## Úmrtí

### Česko

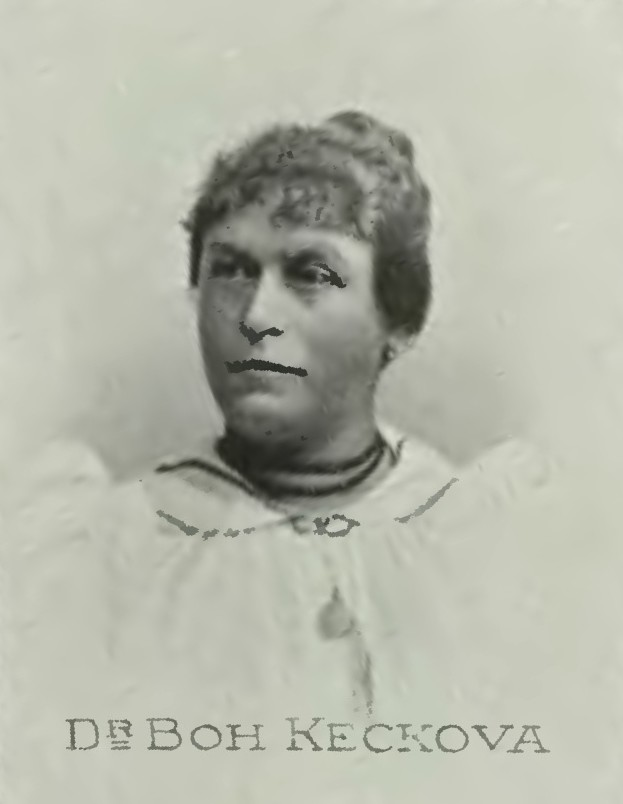
Bohuslava Kecková († 1911)

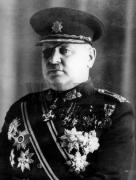
Jan Syrový († 1970)

- 1774 – Heřman Hannibal Blümegen, katolický biskup (* 1. června 1716)
- 1776 – Jan Václav Xaver Frey von Freyenfels, kanovník a biskup (* 18. května 1705)
- 1847 – Johann Nepomuk Fischer, první profesor oftalmologie na Univerzitě Karlově v Praze (* 29. května 1777)
- 1880 – Jan z Valeru, profesor lékařské fakulty UK v Praze (* 12. října 1811)
- 1904 – Ctibor Helcelet,  politik (* 27. dubna 1844)
- 1911 – Bohuslava Kecková, historicky první česká lékařka (* 18. března 1854)
- 1918 – Ludvík Lošťák, básník, hudební skladatel a publicista (* 21. března 1862)
- 1920 – František Bílý, literární historik a kritik (* 8. listopadu 1854)
- 1923 – August Adler, matematik a geometr (* 24. ledna 1863)
- 1937 – Jan František Hruška, etnograf a spisovatel (* 6. června 1865)
- 1943 – Jan Kotrč, šachista (* 23. srpna 1862)
- 1953
  - Milan Babuška, architekt (* listopad 1884)
  - Karl Breu, iluzionista (* 10. ledna 1884)
- 1966 – Karel Hruška, zpěvák vážné i populární hudby (* 14. června 1891)
- 1968
  - Vavřín Krčil, podnikatel, vynálezce tašky síťovky (* 8. března 1895)
  - Leopold Šrom, stíhací pilot (* 8. září 1917)
- 1970 – Jan Syrový, velitel Československých legií v Rusku a předseda československé vlády (* 24. ledna 1888)
- 1972 – František Gel, novinář, spisovatel a překladatel (* 18. září 1901)
- 1973 – Štefan Kočvara, československý exilový politik (* 25. prosince 1896)
- 1979 – Karel Reiner, hudební skladatel, klavírista a hudební publicista židovského původu (* 27. června 1910)
- 1988 – Josef Vlach, houslista a dirigent (* 8. června 1922)
- 1996 – Jaroslav Balík, scenárista, režisér a filmový pedagog (* 23. června 1924)
- 1998 – Karel Vohralík, československý hokejový obránce (* 22. února 1945)
- 2011 – Kamil Sedláček, tibetolog a komparativní sinotibetský jazykovědec (* 7. července 1926)
- 2012 – Otakar Brůna, publicista, dramaturg a spisovatel (* 31. ledna 1928)

### Svět

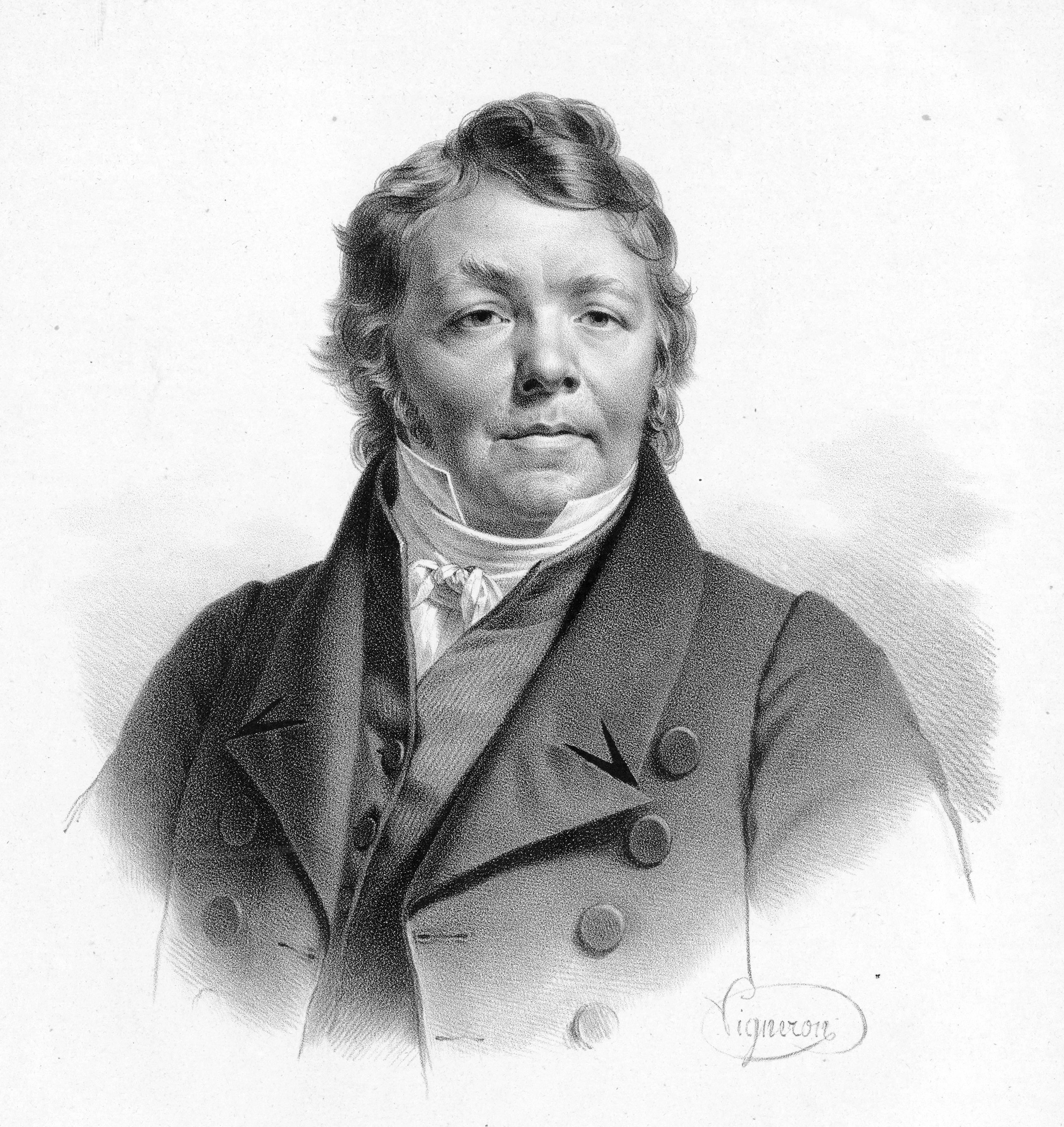
Johann Nepomuk Hummel († 1837)

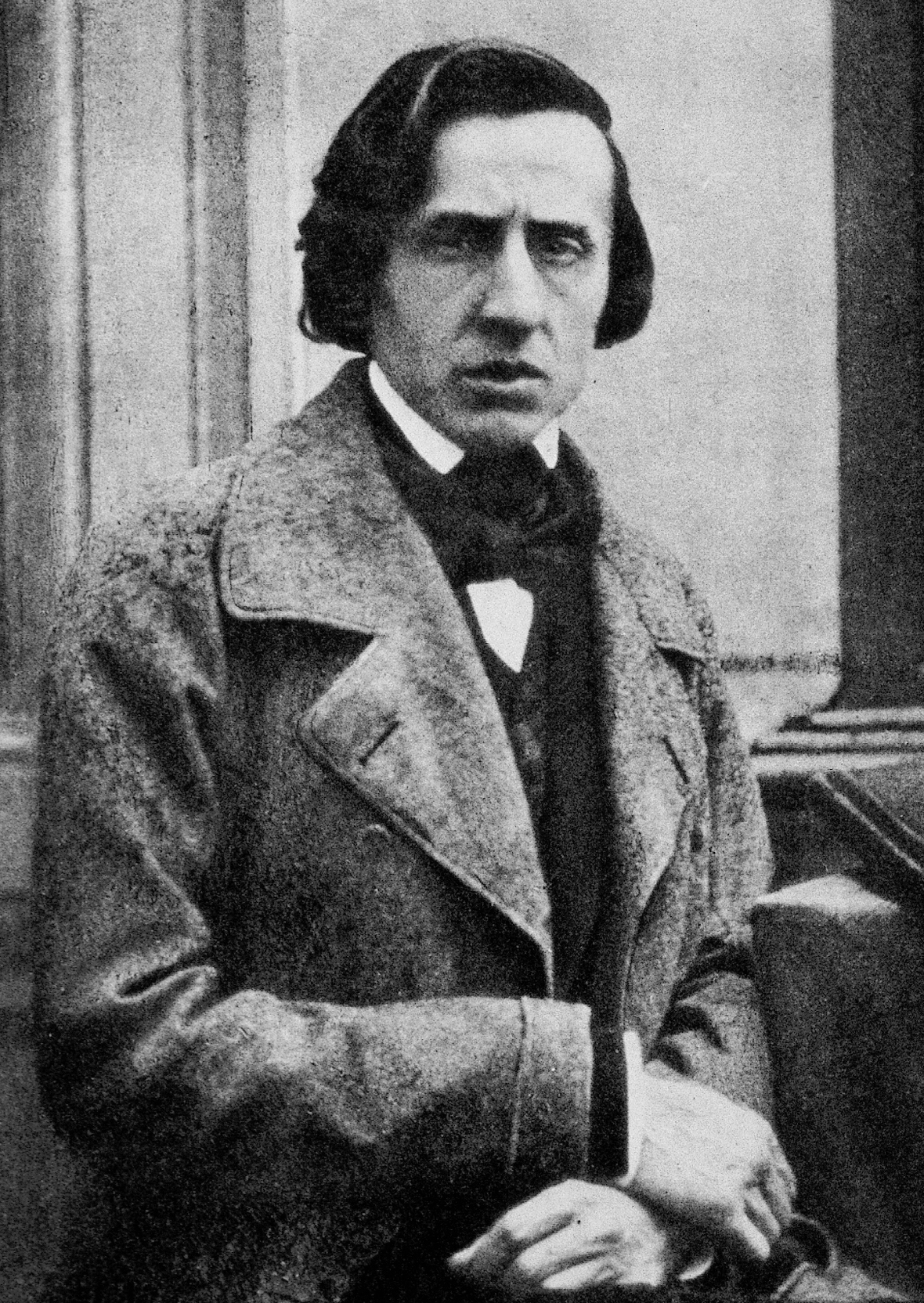
Frédéric Chopin († 1849)

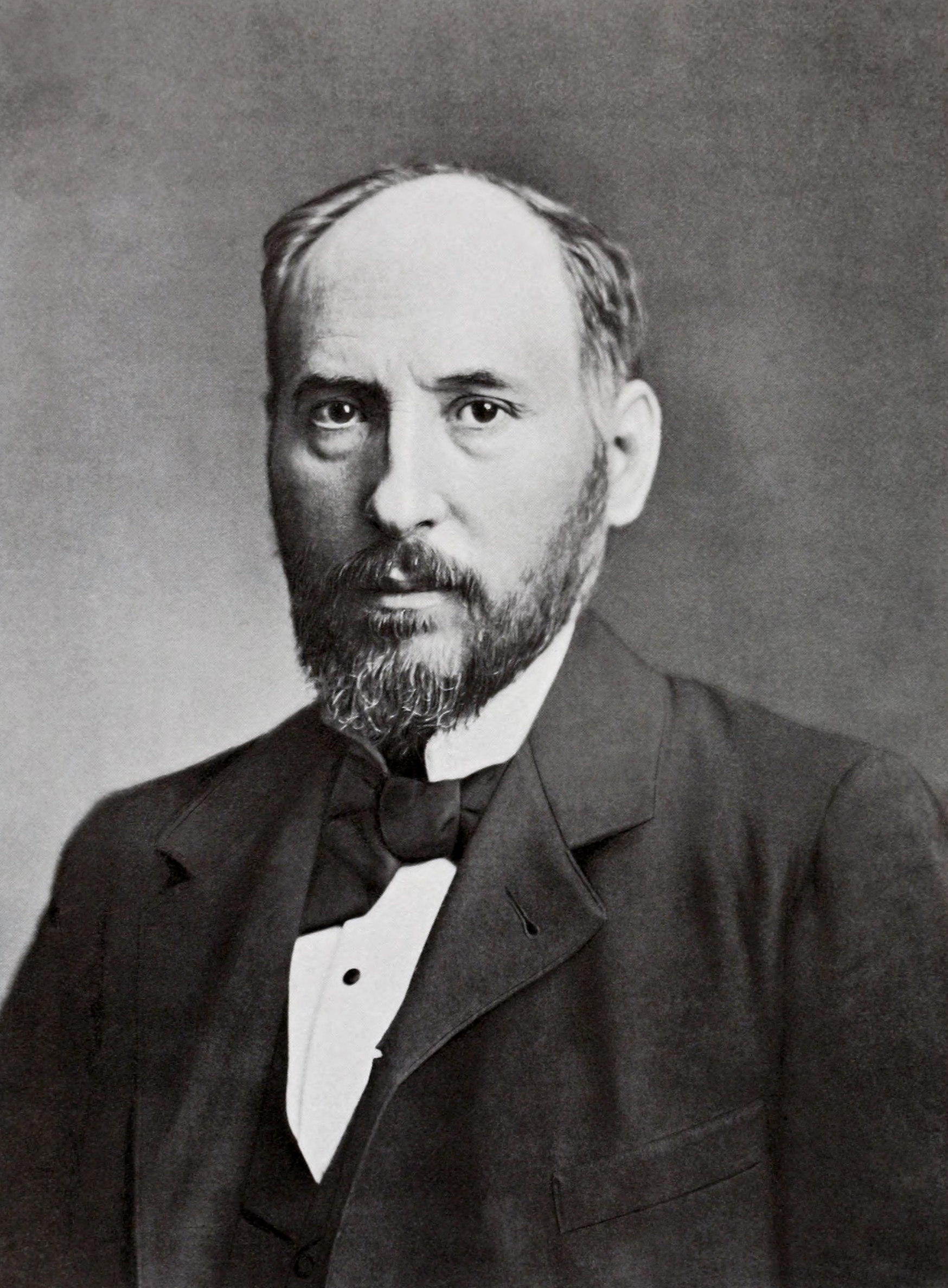
Santiago Ramón y Cajal († 1934)

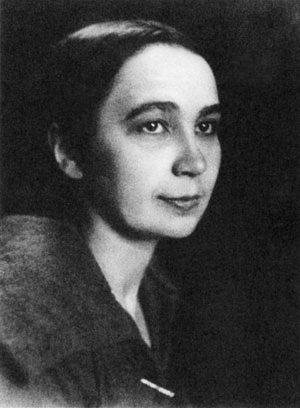
Natalia Gončarovová († 1962)

- 0532 – Bonifác II., papež (* ?)
- 1410 – Johana Žofie Bavorská, bavorská princezna, vévodkyně rakouská (* 1373)
- 1586 – Sir Philip Sidney, anglický básník (* 30. listopadu 1554)
- 1587 – Bianca Cappello, toskánská velkovévodkyně (* 1548)
- 1590 – Anna Habsburská, dcera císaře Ferdinanda I., vévodkyně bavorská (* 7. července 1528)
- 1607 – Balthasar Kademann, německý protestantský teolog (* 1533)
- 1680 – Gasparo Sartorio, italský barokní hudební skladatel (* 18. října 1625)
- 1690 – Svatá Markéta Marie Alacoque, řeholnice řádu vizitantek, mystička (* 22. července 1647)
- 1757 – René-Antoine Ferchault de Réaumur, francouzský vědec (* 28. února 1683)
- 1768 – Ludvík VIII. Hesensko-Darmstadtský, německý šlechtic (* 5. dubna 1691)
- 1774 – Levin Friedrich von Bismarck, pruský ministr a soudce (* 3. října 1703)
- 1780 – Bernardo Bellotto, italský malíř (* 30. ledna 1720)
- 1796 – František Pavel Rigler, rakouský klavírista a hudební skladatel (* 1748)
- 1806 – Jean-Jacques Dessalines, vůdce Haitské revoluce (* 20. září 1756)
- 1828 – Matías de Córdova, guatemalský básník a kazatel (* 20. dubna 1768)
- 1837 – Johann Nepomuk Hummel, rakouský hudební skladatel (* 14. listopadu 1778)
- 1849 – Fryderyk Chopin, francouzsko-polský hudebník a skladatel (* 22. února 1810)
- 1867
  - Laura Secord, kanadská národní hrdinka (* 13. září 1775)
  - Maurice Firzhardinge Berkeley, britský admirál (* 3. ledna 1788)
- 1887 – Gustav Kirchhoff, německý fyzik (* 12. března 1824)
- 1888 – Marie Amélie Bádenská, vévodkyně z Hamiltonu a Brandonu (* 11. října 1817)
- 1897 – Nikolaj Slavjanov, ruský inženýr a vynálezce svařování elektrickým obloukem (* 5. května 1854)
- 1904 – Mercedes Španělská, asturijská kněžna (* 11. září 1880)
- 1909 – Dürrüaden Kadınefendi, druhá manželka osmanského sultána Mehmeda V. (* 10. října 1867)
- 1910 – Kurd Lasswitz, německý matematik a spisovatel (* 20. dubna 1848)
- 1914 – Theodor Lipps, německý filozof a psycholog (* 28. července 1851)
- 1918 – Luigi Nono, italský malíř (* 8. prosince 1850)
- 1931 – Otto Haab, švýcarský oftalmolog (* 19. dubna 1850)
- 1934 – Santiago Ramón y Cajal, španělský lékař, nositel Nobelovy ceny (* 1. května 1852)
- 1937 – Joseph Bruce Ismay, rejdař, prezident White Star Line (* 12. prosince 1862)
- 1938
  - Karl Kautsky, německý socialistický politik (* 18. října 1854)
  - Aleksander Michałowski, polský klavírista a skladatel (* 5. května 1851)
- 1941 – Jozef Branecký, československý politik slovenské národnosti (* 10. března 1878)
- 1944
  - Pavel Haas, český hudební skladatel a pedagog (* 21. června 1899)
  - Viktor Ullmann, český hudební skladatel, pianista a dirigent (* 1. ledna 1898)
- 1957
  - Avetik Isahakjan, arménský básník (* 19. října 1875)
  - Ralph Benatzky, česko-rakouský operetní skladatel (* 5. června 1884)
- 1960 – Violet Wegnerová, princezna černohorská (* 2. února 1887)
- 1962 – Natalia Gončarovová, rusko-francouzská malířka, kostýmní výtvarnice a scénografka (* 4. července 1881)
- 1963 – Jacques Hadamard, francouzský matematik (* 8. prosince 1865)
- 1966 – Wieland Wagner, operní režisér a scénograf (* 5. ledna 1917)
- 1967 – Pchu I, poslední čínský císař (* 7. února 1906)
- 1971 – Sergej Kavtaradze, gruzínský politik, novinář a diplomat (* 15. srpna 1885)
- 1972 – Jiří Karadjordjević, srbský korunní princ (* 27. srpna 1887)
- 1973 – Ingeborg Bachmann, rakouská spisovatelka (* 25. června 1926)
- 1976 – Alexandr Chvylja, sovětský herec švédského původu (* 15. července 1905)
- 1978
  - Jean Améry, filosof a spisovatel rakouského původu (* 31. října 1912)
  - Giovanni Gronchi, 3. prezident Itálie (* 10. září 1887)
- 1981 – Albert Cohen, švýcarský spisovatel (* 16. srpna 1895)
- 1983 – Raymond Aron, francouzský filozof, sociolog, politolog a žurnalista (* 14. března 1905)
- 1984 – Alberta Hunter, americká bluesová zpěvačka (* 1. dubna 1895)
- 1988 – Peter Božík, (česko)slovenský horolezec (* 5. června 1954)
- 1989 – Oded Becer, izraelský spisovatel (* 22. srpna 1921)
- 1991 – Tennessee Ernie Ford, americký zpěvák country a televizní herec (* 1919)
- 1999 – Tommy Durden, americký kytarista a autor písní (* 15. prosince 1919)
- 2001 – Rechav'am Ze'evi, izraelský generál, politik a historik (* 20. června 1926)
- 2007
  - Joey Bishop, americký televizní a filmový herec (* 3. února 1918)
  - Teuku Jacob, indonéský paleontolog (* 6. prosince 1929)
- 2009 – Brian Vickery, britský informační vědec (* 11. září 1918)
- 2012
  - Stanford R. Ovshinsky, americký vynálezce (* 24. listopadu 1922)
  - Sylvia Kristel, nizozemská herečka, zpěvačka (* 28. září 1952)
- 2017 – Danielle Darrieuxová, francouzská herečka a zpěvačka (* 1917)
- 2019 – Alicia Alonsová, kubánská primabalerína († 21. prosince 1920)

## Svátky

### Česko
- Hedvika, Heda

Katolický kalendář
- Svatý Ignác Antiochijský

### Svět
- Mezinárodní den za odstranění chudoby

## Pranostiky

### Česko
- Svatá Hedvika do řepy ještě medu nalívá.
- Svatá Hedvika medu do řepy zamíchá.

| 17. říjen v pražském KlementinuÚdaje jsou platné k 29. 4. 2025. | 17. říjen v pražském KlementinuÚdaje jsou platné k 29. 4. 2025. | 17. říjen v pražském KlementinuÚdaje jsou platné k 29. 4. 2025. |
| minimum                                                         | denní průměr                                                    | maximum                                                         |
| --------------------------------------------------------------- | --------------------------------------------------------------- | --------------------------------------------------------------- |
| −0,9 °C (1810)                                                  | 10,1 °C (od 1961)                                               | 25,5 °C (1967)                                                  |